# Криміналістичне читання з губ
Криміналісти́чне чита́ння з губ — це використання можливості читати з губ для збору інформації або доказових цілей. На відміну від розпізнавання диктора, коли увага фокусується на аналізі голосу з аудіозапису, криміналістичне читання з губ зазвичай спрямоване на встановлення змісту промови, оскільки мовець відомий. Іноді використовується «живе» читання з губ.[джерело?]
Читці з губ, як правило, глухі або з сімей глухих[уточнити] (CODA — діти глухих[уточнити термін]), використовують вміння читати з губ в повсякденному житті частіше, аніж люди з нормальним слухом поза межами спільноти глухих. Деякі тести читання з губ показують, що глухі люди — кращі читці з губ, аніж більшість людей, які здатні чути.

## Експертизи читання з губ
У криміналістичному контексті ще не розроблено тестів читання з губ: тобто таких, які визначали б індивідуальні навички читання з губ з відеозапису, включаючи створення надійних стенограм. Протягом багатьох років, агенції Великої Британії користувалися послугами одного певного читця з губ, чиї доповіді тепер не використовуються для доказових цілей.
На сьогодні декілька читців з губ і глухих професіоналів пропонують ці послуги. У Великій Британії це, наприклад, Террі Руейн, Лорейн Келлов, Тіна Лейнін. У США серед провідних експертів цього профілю Консуело Гонсалес.
Професіонал читання з губ може надати консультації щодо різних питань, у тому числі, чи можливо провести читання з губ по відео, вказати який акцент або ж мова використовується мовцем. Експерти-читці повинні розуміти ненадійність результату читання з губ і уважно опрацьовувати отриману інформацію.